# Eva Choung-Fux

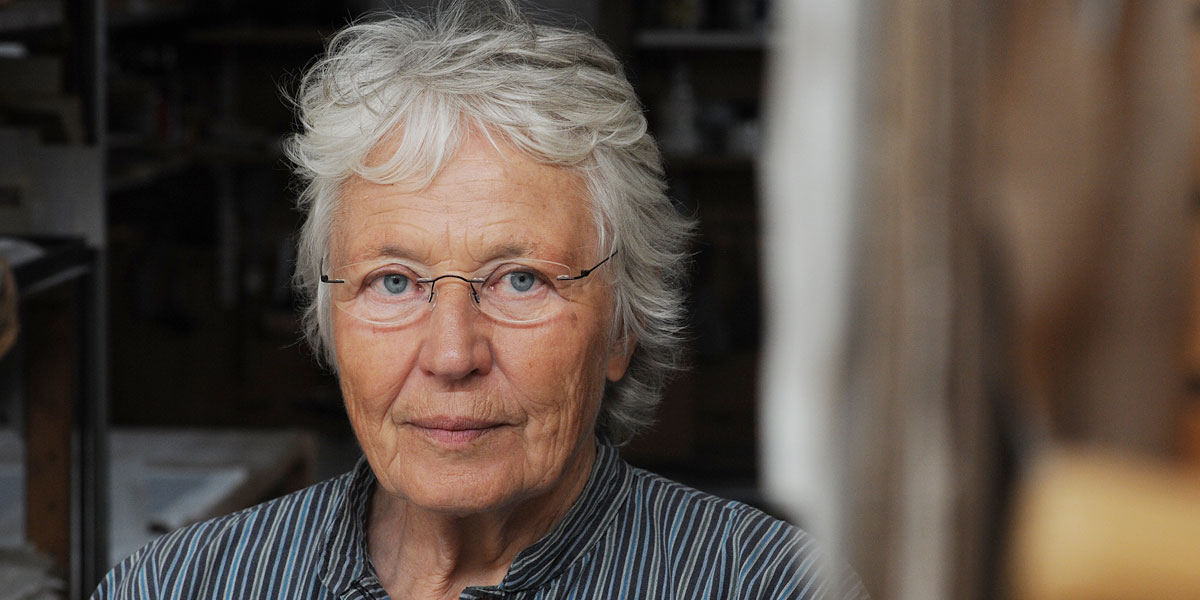
Eva Choung-Fux im November 2012

Eva Choung-Fux (* 20. Oktober 1935 in Wien) ist eine österreichische Künstlerin.

## Leben
Eva Choung-Fux wurde als Tochter von Richard Fux und dessen Frau Ida geboren. Sie hat eine ältere Schwester und einen jüngeren Bruder. Sie wuchs in Wien auf und erlebte dort sowohl den „Anschluss“ an das Deutsche Reich als auch die Nachkriegsjahre. 1953 begann sie ihr Studium an der Akademie für angewandte Kunst in Wien. Sie lernte dort ihren späteren Mann Young Jin Choung kennen und heiratete. Der Sohn Paul wurde 1957 und die Tochter Elma 1959 geboren. 1962 machte Choung-Fux ihr Diplom (Magister Artium in Druckgrafik und Malerei in den Klassen von Franz Herberth und Eduard Bäumer). Die junge Familie lebte zwischenzeitlich von 1958 bis 1960 und von 1962 bis 1968 in Japan und Südkorea. Ab 1968 unterrichtete Choung-Fux als Assistentin an der Akademie für angewandte Kunst in Wien. Sie blieb dort mit den Kindern, während Young Jin Choung nach Südkorea zurückkehren musste, um sich um dortige Familiengeschäfte zu kümmern. Die nächsten Jahre waren zunächst bestimmt von ihrer Lehrtätigkeit (seit 1975 Professorin für Druckgrafik und Fotografie an der Universität für angewandte Kunst Wien, Gastprofessorin an Universitäten in Asien, Europa und den USA) und der Erziehung der Kinder. Das immer vorhandene parallele künstlerische Schaffen nahm nach und nach mehr Raum ein. Von 1972 bis 2000 im Atelier Drorygasse in Wien, seit 1997 auch im Atelier Can Noyo in Campos/Mallorca und seit 2006 im neuen Atelier. 2012 stiftete sie einen großen Teil ihres eigenen Archivs mit insgesamt über 1500 Werken seit 1957 der Kunstsammlung der Stadt Wien. Anlässlich ihres 80sten Geburtstages gab es die große Retrospektive „Nach dem Ende der Welt“ im Museu Modernista Can Prunera, Sóller, Mallorca und im MUSA Museum Startgalerie Artothek, Wien. Parallel wurde von der Kulturabteilung der Stadt Wien die Monografie Eva Choung-Fux. Continuing Connections herausgegeben.
Im Oktober 2021 wird es eine Einzelausstellung ausgewählter Werke im Museum der Stadt Palma für moderne und zeitgenössische Kunst, Es Baluard geben.
Eva Choung-Fux lebt und arbeitet zurzeit im Atelier Ses Tanques bei Campos auf Mallorca.

## Werk

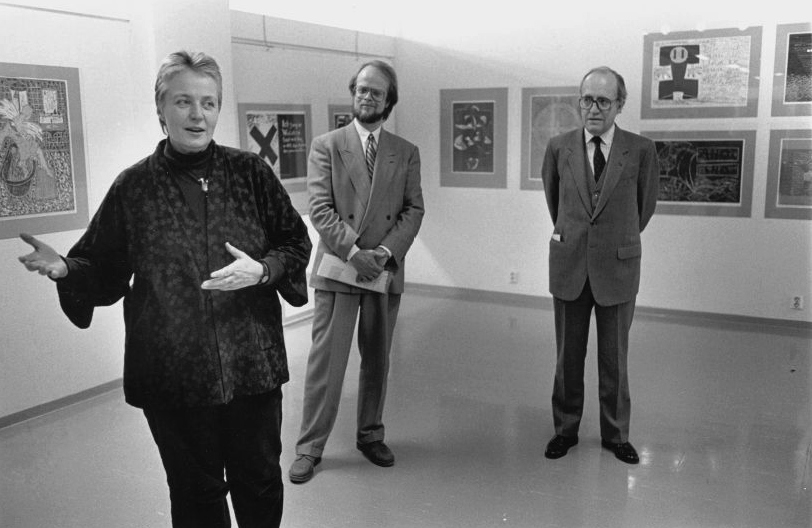
Eva Choung-Fux bei der Eröffnung ihrer Ausstellung in der Hochschule für Kunst und Design Helsinki im Jahr 1988. Der Rektor Yrjö Sotamaa und der Botschafter Hans Georg Rudofsky hören zu.

Eva Choung-Fux arbeitet mit den Medien Malerei, Druckgrafik und in ihren Skulpturen in bedächtigen Arbeitsschritten und mit abstrakten Notationen. In der Fotografie hält sie die Wirklichkeit in Bruchteilen von Sekunden als Metapher ihrer selbst fest.
Ihr Werk und ihre Person sind ständig verbunden mit zeitgenössischen Komponisten und Dichtern unterschiedlichster Nationalitäten und Kulturen, immer wieder sucht sie aber auch den Bezug zu Personen und Geschichten der Vergangenheit. Dabei ist ihre Kunst Teil von Protest und Agonie, aber auch von Sehnsucht und Hoffnung unserer Zeit.

### Werke in öffentlichen Sammlungen (Auszug)
- MA7, Kulturabteilung der Stadt Wien, Österreich
- Caestecker Public Library Foundation, Green Lake, Wisconsin, USA
- BIAB – Beijing International Art Biennial, Beijing, China
- Es Baluard – museu d'art modern i contemporani, Palma de Mallorca, Spanien
- National Art Museum of China (NOMAC), Beijing, China
- Zachęta Galeria Sztuki, Warschau, Polen
- TEDA International Sculpture Collection, Tianjin, China
- Państwowe Muzeum na Majdanku, Lublin, Polen
- Simon Wiesenthal Center, Los Angeles, USA
- Hochschule für Kunst und Design Helsinki, Finnland
- Gallery TOM – Touch Our Museum, Tokyo, Japan
- Kunstsammlung und Archiv, Universität für angewandte Kunst, Wien, Österreich
- Museum Ludwig, Köln, Deutschland
- Stiftung Preußischer Kulturbesitz, Berlin, Deutschland
- Artothek des Bundes, Wien, Österreich

### Werke im öffentlichen Raum (Auszug)
- Oratori de Sant Blai, Campos, Spanien: Bleiglas Innenportal, Tabernakel und Candelaber
- Cordian Hausgemeinschaften, Dortmund, Deutschland: Grafik-Unikatzyklus
- Olympic Park, Beijing, China: Metall-Skulptur
- Tianjin, China: Marmor-Skulptur
- Allgemeines Krankenhaus der Stadt Wien, Österreich: Holz-Wandrelief
- Irehune-Building Tokyo, Japan: Stein-Wandrelief

### Einzelausstellungen (Auswahl)
- 1959 Shibuya Art Gallery, Tokyo, Japan: Abstraction - Concreticism
- 1966 Hakusuisha Gallery, Osaka, Japan: The Land, the Sea, the Sky
- 1975 Heian Gallery, Kyoto, Japan: Eva Choung-Fux
- 1985 Galeria Pannonia, Wien, Österreich: Auf der Suche nach dem Antlitz
- 1987 Österreichische Postsparkasse, Wien, Österreich: Eva Choung-Fux
- 1997 Zachęta Galeria Sztuki, Warschau, Polen: Stratifications
- 2000 Art Center Shanghai Library, Shanghai, China: Survivors of Life 1945 1995, Wanderausstellung des Österreichischen Außenministeriums
- 2007 Casal Can Pere Ignasi, Campos, Mallorca, Spanien: Fragmentos desde el Silencio
- 2010 Can Prunera Museu Modernista, Sóller, Mallorca, Spanien: Hermanas Sisters
- 2016 MUSA Museum, Startgalerie Artothek, Wien: Eva Choung-Fux. Nach dem Ende der Welt. Eine Retrospektive

### Gruppenausstellungen (Auswahl)
- 1973 Museum des 20. Jahrhunderts (20er Haus), Wien, Österreich: Karl Prantl
- 1991 Simon Wiesenthal Center, Los Angeles, USA: Majdanek - Our Fate a Warning to You
- 1991 Heiligenkreuzerhof, Wien, Österreich: 192 Grad, 6 Künstlerinnen - 6 Sichtweisen
- 2008 Olympic Park, Beijing, China: Beijing International City Sculpture Symposium
- 2013 Centre Cultural La Misericòrdia, Palma de Mallorca, Spanien: Homage Blai Bonet, Eva Choung-Fux and Marcos Vidal

## Auszeichnungen (Auszug)
- Special Award National Art Museum of China (2005)
- Goldenes Verdienstzeichen des Landes Wien (2012)
- TONE Athena Creative Award Biennale Bangladesh (2015)
- AUB 150 Art Collection Award (2016)
- First Prize of the Art Gallery Ruse (2017)
- First Prize 10th Lessedra International (2020)